# Landgoed Drafna
Landgoed Drafna is een landgoed van bijna vijf hectare aan de Meentweg bij Naarden.
Rond 1860 liet Amsterdammer Joannes Petrus Dudok van Heel (1831-1886) een in Parijs tentoongesteld houten huis overbrengen naar Nederland. Hij liet dit zogenoemde 'Zwitserse huis' herbouwen op een niet afgezand terrein aan de Meentweg en noemde het Drafna. Het bood daar uitzicht over de landgoederen Nieuw Valkeveen en Flevorama. Drafna is de oude naam van de stad Drammen in Noorwegen, het vaderland van Dudok van Heels vrouw Aagot Frithjofna Egidius. Op het landgoed werden een koetshuis, stallen, tuinmanswoning en oranjerie gebouwd. Van Heel gebruikte het de eerste jaren als buitenverblijf, rond 1870 vestigde de familie zich er permanent. Na het overlijden van de Joannes ouders, de industrieel Abraham Dudok van Heel en zijn vrouw, werd het landgoed verkocht en verhuisde het gezin naar landgoed Flevorama.
Drafna werd in 1874 aangekocht door de Amsterdamse suikerraffinadeur Jan Peelen. Peelen zou er tien jaar blijven wonen. Na het overlijden van zijn vrouw werd het op een veiling in 'Frascati' aangekocht door A.L. Wurfbain voor zijn dochter Maria en haar man Georg Frederik Dudok van Heel.
In 1896 kwam het landgoed in bezit van Charles Boissevain die er tot zijn dood in 1927 zou blijven wonen. er woonden meer leden van de familie Boissevain aan de Oude Valkeveenschweg (later omgedoopt in Meentweg). Zo werd het landhuis 'Bergerac' in 1911 gesticht door oudste zoon Charles. Het landgoed en huis 'De Duinen' werd in 1912 gebouwd door zijn oudste dochter Mary en haar man, de bankier Cornelis van Eeghen. Het echtpaar Den Tex-Boissevain, een neef en nicht van Charles, liet in 1911 tegenover Drafna het huis 'Heerlijkheid' bouwen op de fundamenten van een oudere tuinmanswoning.
In 1928 verkocht de weduwe Boissevain het landgoed aan de stichting 'Theosophisch Lyceum in Naerdinclant' die een middelbare school op theosofische grondslag in het huis vestigde. De school werd in 1941 op last van de bezetter gesloten waarna het gebouw leeg kwam te staan. De gemeente Naarden wilde het landgoed aankopen om verkaveling te voorkomen. Nadat de provincie hier niet mee akkoord ging werd Drafna geveild. De koper was Johan Wolbers (1890-1966), directeur van de Erdalfabriek in Amersfoort. Hij verving het bouwvallig geworden houten huis door een nieuw landhuis, ontworpen door de architecten F.A. Warners en A. Warners, het landgoed bleef daarbij behouden als natuurschoongebied. Wolbers woonde tot 1948 op Drafna, daarna kwam het in bezit van de familie Brenninkmeijer.
Een voormalige halte van de Gooische Stoomtram en het Drafnalaantje zijn naar het landgoed genoemd.

## Bewoners/eigenaren

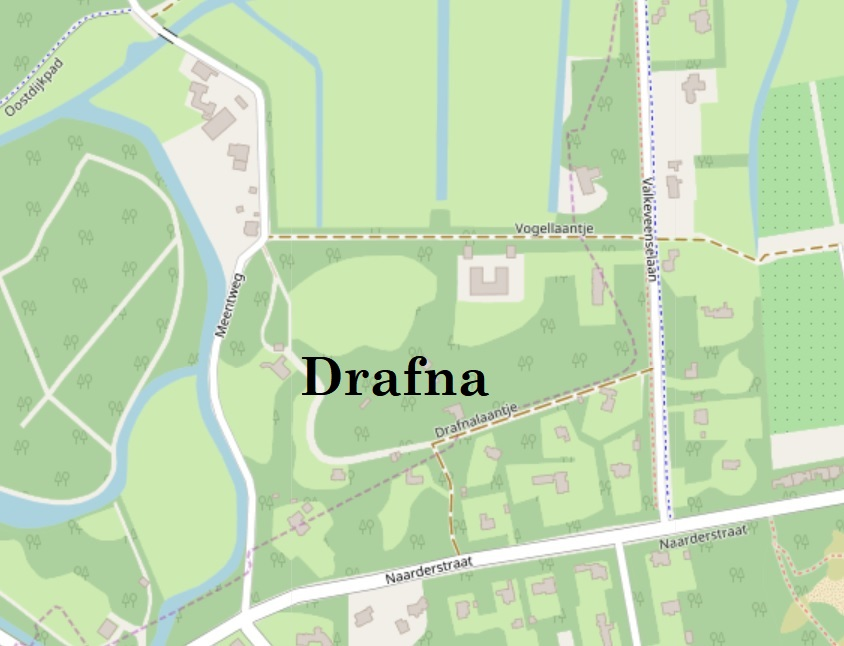
Locatie Drafna

- 1860 - Joannes Petrus Dudok van Heel
- 1874 - Jan Peelen
- 1885 - A.L. Wurfbain, bewoner: Georg Frederik Dudok van Heel
- 1896 - Charles Boissevain
- 1928 - stichting het Theosophisch Lyceum in Naerdinclant
- 1941 - Johan Wolbers
- 1948 - familie Brenninkmeijer
- 2016 - verkocht[bron?]